# Phu Kamyao (huyện)
Phu Kamyao (tiếng Thái: ภูกามยาว) là một huyện (amphoe) của tỉnh Phayao ở phía bắc Thái Lan.

## Địa lý
Các huyện giáp ranh (từ phía bắc theo chiều kim đồng hồ): Pa Daet thuộc tỉnh Chiang Rai, Dok Khamtai, Mueang Phayao và Mae Chai thuộc tỉnh Phayao.

## Lịch sử
Tiểu huyện được thành lập ngày 1/7/1997, khi được tách ra từ huyện Mueang Phayao.
Theo quyết định của chính phủ Thái Lan ngày 15 tháng 5 năm 2007, tất cả 81 tiểu huyện đều được nâng thành huyện. Với việc đăng công báo hoàng gia ngày 24 tháng 8, việc nâng cấp thành chính thức.

## Hành chính
Huyện này được chia thành 3 phó huyện (tambon), các đơn vị này lại được chia ra thành 40 làng (muban). Dong Chen là một thị trấn (thesaban tambon) nằm trên một phần của tambon Dong Chen và Mae Ing. Có 3 Tổ chức hành chính tambon.
| STT | Tên       | Tên tiếng Thái |  | Dân số |  |
| --- | --------- | -------------- |  | ------ |  |
| 1.  | Huai Kaeo | ห้วยแก้ว         |  | 8.917  |  |
| 2.  | Dong Chen | ดงเจน          |  | 9.217  |  |
| 3.  | Mae Ing   | แม่อิง           |  | 4.525  |  |